# Концерт для фортепиано с оркестром № 2 (Прокофьев)
Концерт № 2 для фортепиано с оркестром соль минор op. 16 — сочинение С. С. Прокофьева для большого оркестра и солирующего фортепиано. Первая редакция окончена в 1913 (оркестровая партитура не сохранилась), вторая редакция окончена в 1923 (в этой редакции концерт исполняется ныне). Посвящён памяти Максимилиана Шмидтгофа. Второй концерт — значимый этап в становлении творческого стиля Прокофьева и жанра фортепианного концерта в целом. 

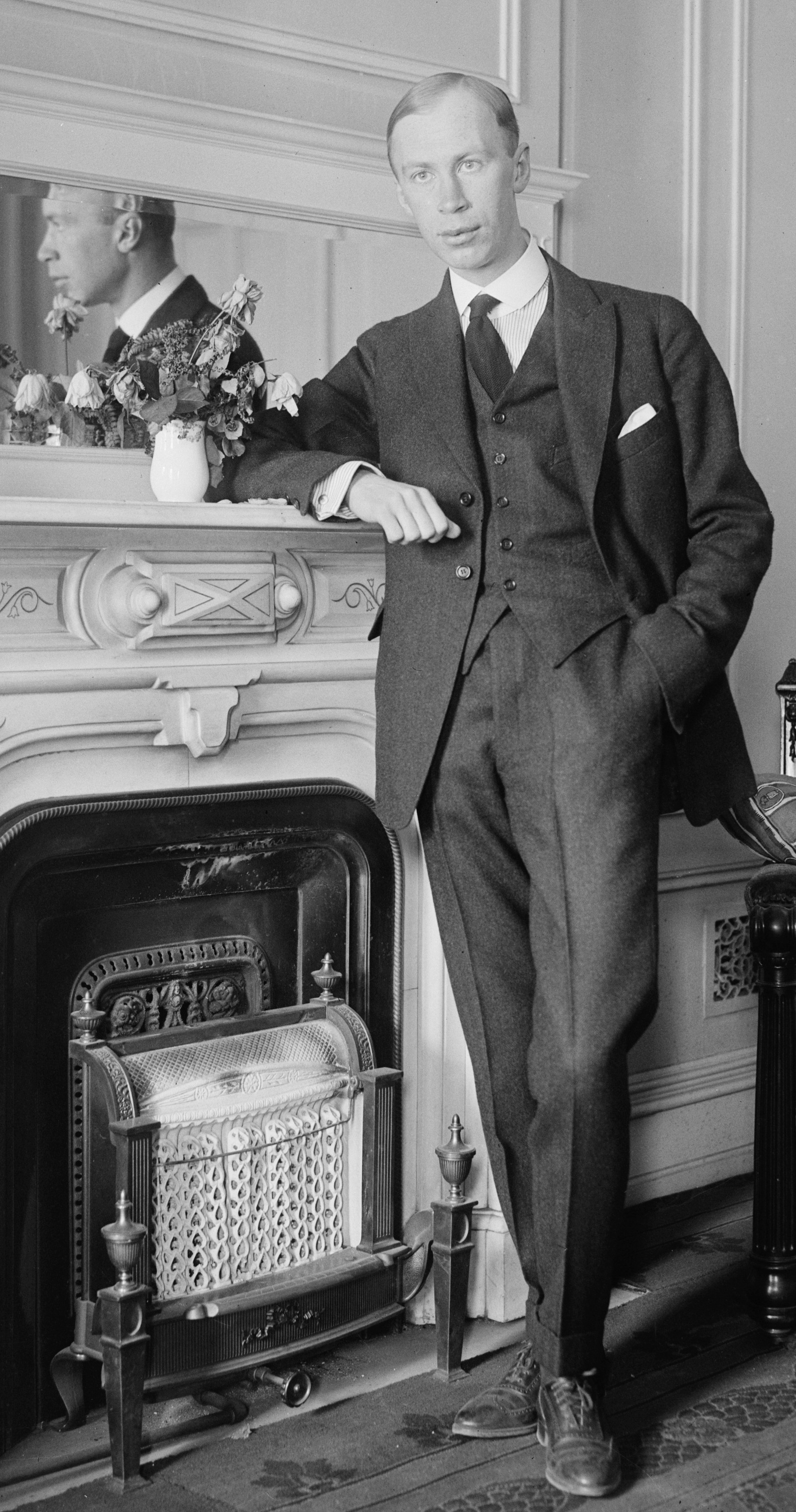
Сергей Прокофьев

## Исторический очерк
Сергей Прокофьев начал работу над Вторым фортепианным концертом в 1912 году и закончил в 1913 году. Премьера состоялось 23 августа (5 сентября) 1913 года в концертном зале Павловского вокзала в исполнении автора, дирижёр А. П. Асланов.
Музыка произвела сильнейшее впечатление на большую часть аудитории. «Дикий» темперамент концерта оставил некоторых прогрессивных слушателей восхищёнными, тогда как остальные были напуганы новым для того времени стилем: «К черту эту футуристическую музыку», «Что он делает, высмеивает нас?», «Кошки на крыше лучше поют». По свидетельству близкого друга Прокофьева, композитора Николая Мясковского, «аудитория шикала и во всяком случае во время исполнения вела себя не вполне пристойно…». Многие из слушателей демонстративно покинули зал, в прессе преобладали резко отрицательные отзывы и фельетоны. Но были и восторженные оценки. В. Г. Каратыгин отнёс концерт к «наиболее значительным созданиям новейшей отечественной музыки»: «Публика шикала. Это ничего. Лет через 10 она искупит вчерашние свистки единодушными аплодисментами по адресу нового знаменитого композитора с европейским именем!». В свою очередь, Б. В. Асафьев (И. Глебов) охарактеризовал Второй концерт как произведение, «ошеломляющее своей искренностью, непосредственностью, новизной выражения и насыщенностью содержания».
Автор считал партитуру утерянной, когда с огорчением писал Мясковскому 6 февраля 1923 года из Этталя: «В результате вселенные в квартиру люди истопили концертом печь». Эти слова композитора давали основание считать, что партитура сгорела в революционном Петрограде. Тем не менее, согласно В. А. Юзефовичу, партитура концерта сохранилась, и Прокофьев напрасно винил А. С. Лурье в её утрате. В 1923 году Прокофьев вновь оркестровал концерт по сохранившемуся клавиру. Также он подверг переработке фортепианную партию:

Тематический материал оставлен целиком, контрапунктическая ткань слегка усложнена, форма сделана стройнее, менее квадратной, а затем я работал над улучшением как фортепианной партии, так и оркестровой
— писал Прокофьев Мясковскому, который в свою очередь так отозвался об этом концерте в письме к Прокофьеву:

…По-моему — это классический концерт по ясности форм, сжатости мысли и определённости, выпуклости изложения. Темы превосходны… Когда я вчера ночью ваш концерт читал (уже лёжа), я всё время бесновался от восторга, вскакивал, кричал и, вероятно, если бы имел соседей, сочтён был бы за сумасшедшего. Вы просто ангел!
Во второй (современной) редакции Второй концерт впервые был исполнен Прокофьевым в Париже 8 мая 1924 года (с оркестром под управлением Сергея Кусевицкого). В России Прокофьев исполнил его в ходе своей первой поездки в СССР в 1927 в Москве с Персимфансом (БЗК, 7.2.1927) и в Ленинграде с оркестром под управлением Н.Малько (зал филармонии, 19.2.1927). Впервые в США концерт был исполнен в начале февраля 1930 года (солировал автор, с Бостонским симфоническим оркестром под управлением Кусевицкого).
Впервые концерт был издан в виде клавира в 1925 году издательством «А. Гутхейль».

## Структура
Концерт состоит из четырёх частей. В первой части композитор создаёт оригинальную конструкцию, отходя от традиционной схемы сонатного Allegro и, вместе с тем, сохраняя сонатный принцип развития.

#### 1. Andantino. Allegretto

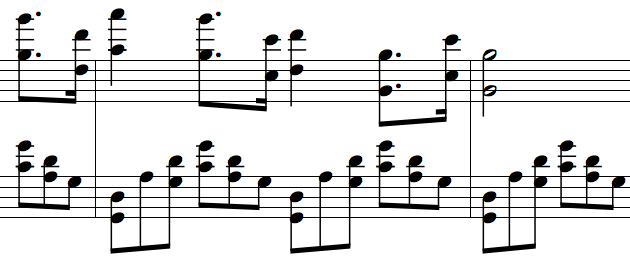
Главная партия 1-й части

1-я часть открывается короткой интродукцией у струнных с сурдиной и кларнетов : f-d-es-c-d-b-as-fis-с-g .
Всю первую часть можно разделить на 3 части:

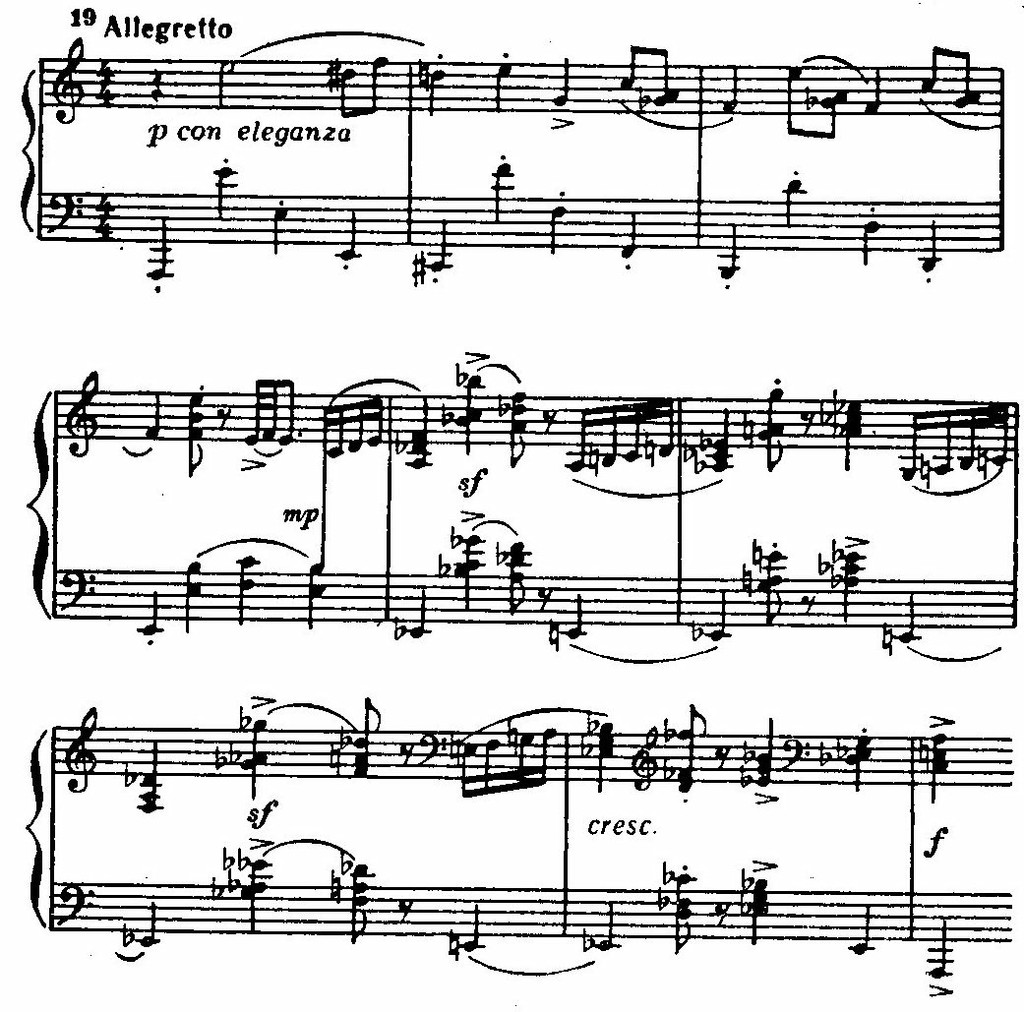
Побочная партия 1-й части

- Экспозиция. Её в свою очередь можно условно разделить на экспозицию главной партии, экспозицию побочной партии и репризу, плавно перетекающую в разработку. Побочная партия 1-й части Характеризуя главную партию, можно сказать, что она, наполненная печалью, возвышенной задумчивостью и патетикой, является прекрасным примером интроспективной лирики, предвосхитив «Надзвёздную лирику»[7] побочных партий Шостаковича. «Initium»[8] главной партии чрезвычайно интересен тем, что тема даётся в размере 4/4, тогда как аккомпанемент — в размере 12/8. Рассматривая аккомпанемент как самостоятельную единицу становится понятно намерение композитора продемонстрировать пустоту на грани музыкального фола. Все интервалы, входящие в материал являются совершенными, они не несут ладотональный окрас. «Motus»: Тема является модулирующей, тональность темы меняется следующим образом: g-cis-fis-g. Вернёмся к форме концерта. Главная партия проходит у фортепиано в сопровождении струнной группы, музыкальный материал которой составляет самостоятельную мелодическую линию. Затем Прокофьев делит тему и проводит её у всего оркестра. Необычно и крайне тесное сплетение главной и связующей партий. Тема проходит у деревянных духовых, фортепиано, у струнных проходит связующая партия, которую можно охарактеризовать, как мощную и волевую. Начинается экспозиция побочной темы. Побочная тема в темпе Allegretto с первых секунд создаёт невероятно живой, игривый образ, присущий стилю Прокофьева. Немаловажным фактором, создающим контраст, является в первую очередь штриховое разнообразие. Побочная партия проводится в тональности мажорной субдоминанты, то есть в C-dur[уточнить]. Также контраст придаёт тип аккомпанемента, в отличие от плавного, напевного, лиричного аккомпанемента главной партии, этот — лапидарный, сухой, стаккатированный. Обратимся к форме этой части. Побочная партия проходит у фортепиано в сопровождении струнных, затем «подхватывается» деревянными духовыми, у фортепиано проводится изящный мелодический фрагмент, которым претворяется побочная партия. Затем Прокофьев повторяет свои манипуляции с темой, разделяя тему на фрагменты и поручая различным инструментам оркестра. После целого ряда метаморфоз тема изредка становится узнаваема в виде интонаций, слышимых на фоне фигурационных пассажей фортепиано. После лапидарного эпизода с триолями на стаккатиссимо постепенно возвращается лиричный характер, спокойный оркестровый эпизод возвращает нас в «мир суровой реальности», в g-moll.

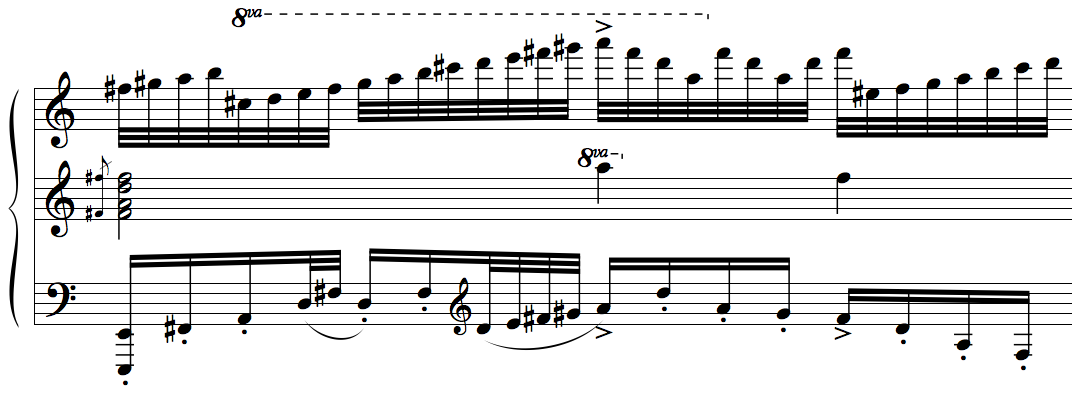
Отрывок из каденции 1-й части

- Разработка. В этом концерте разработку композитор заменяет каденцией. Отрывок из каденции 1-й частиОгромная разработка (на материале главной и связующей партий) дана в виде каденции, которая в своё время поразила Б. В. Асафьева «небывалым в фортепьянной музыке по длительности напряжения нарастанием». Практически вся сольная каденция изложена в фортепианной партии на трёх станах и предполагает чрезвычайную сложность не только технического плана, но и эмоционального. Каденция настолько сложна и насыщенна в музыкальном плане, что её практически невозможно охарактеризовать. Мы можем услышать главную партию, побочную, реминисценции интродукции. Вся каденция закручивается вокруг главной партии, как вихрь необузданной пианистической энергии, композитор разлагает партии на мотивы и интонации и распределяет по каденции.

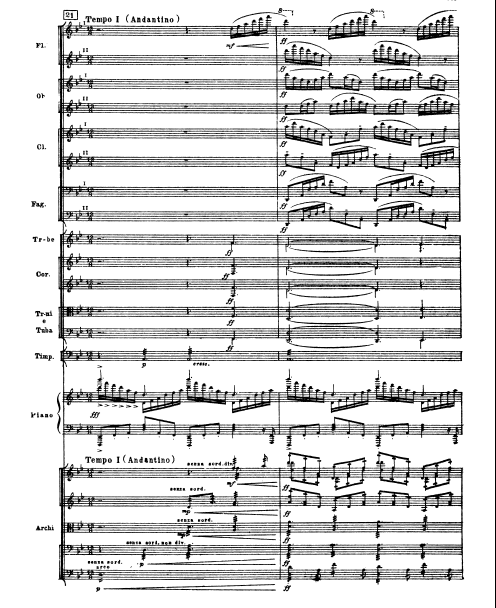

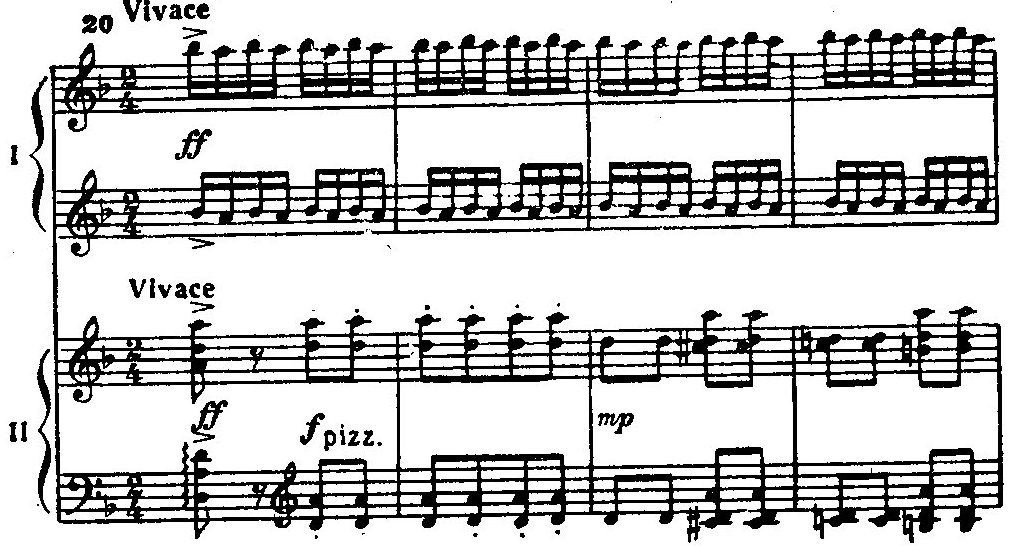
Тема 2-й части

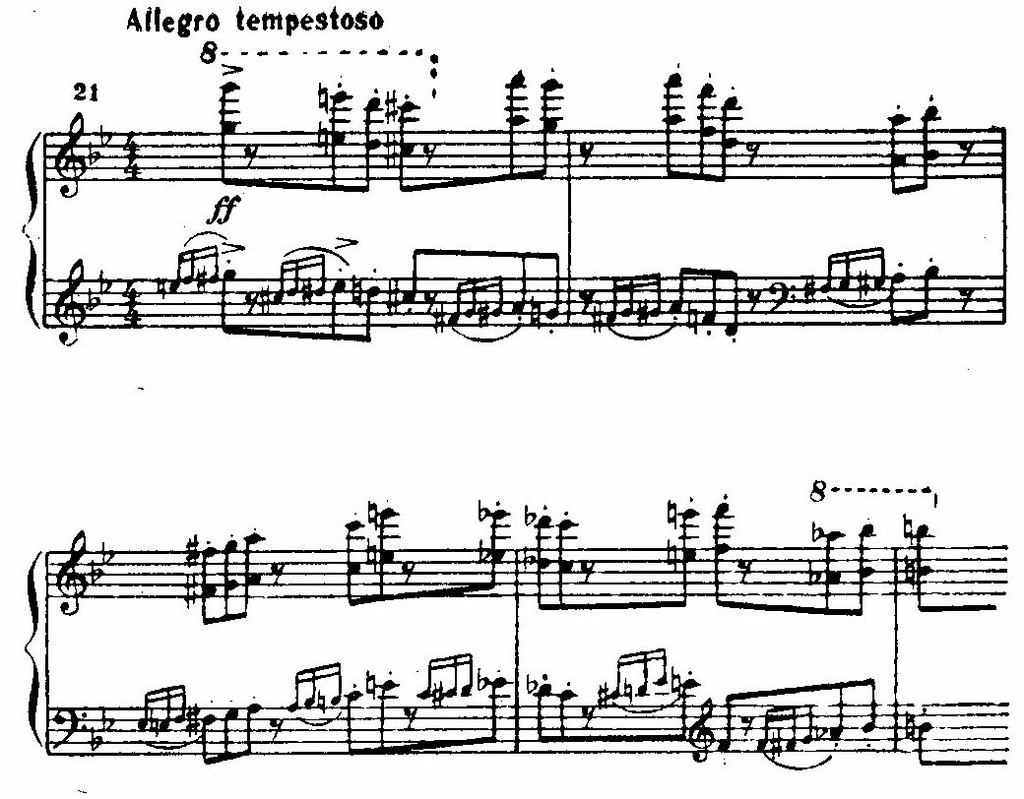
Главная партия 4-й части

- Реприза. Тема 2-й частиГлавная партия 4-й частиРеприза начинается с кульминационной вершины всей части. Тема интродукции, в первоначальном варианте тихая, робкая, перерастает в настоящую оркестровую катастрофу, вся медная группа проводит эту тему в унисон, струнные, деревянные духовые и литавры создают по истине сонористическую звуковую массу, которая обрывается так же внезапно, как и появилась. Композитор сместил кульминацию ближе к финала части, таким образом он хотел замкнуть построение и одновременно разомкнуть в эмоциональном плане. Характер главной партии на фоне грозной интродукции уже не представляется нам таким, каким он был вначале. Суровый мир в который нас возвращает g-moll после свободной атональности каденции по сути и по форме своей представляет период из 12 тактов.

#### 2. Scherzo. Vivace.
Вторая часть — скерцо — пленяет остроумием и лукавой игривостью. По своему характеру контрастирует с грандиозной первой частью. Написана в тональности d-moll и имеет сложную трёхчастную форму. Практически весь музыкальный материал этой части представляет собой редко акцентированные шестнадцатые ноты. В ней преобладают остинатные ритмы и преимущественно светлые и безмятежные образы.

#### 3. Intermezzo. Allegro moderato.
Третья — Intermezzo — характеризуется мрачными, фантастическими образами, которые в явно подчёркивают мощные диссонирующие аккорды струнной группы, но «опорным стержнем» этой части всё-же являются духовые инструменты. Главная тема это части необычайно грациозна и подчёркивается мощными стаккатными аккордами струнной группы и мощными мажорными аккордами у фортепиано. Присутствует троекратное повторение темы. При третьем проведении она перерастает в грандиозную конструкцию, подобную захватывающему шествию. Мощнейшие, диссонирующие аккорды у всего оркестра и фортепиано подхватываются тромбонами и образуют одно из самых массивных нагромождений музыки в истории. Заканчивается эта часть тихим аккордом струнных инструментов.

#### 4. Finale. Allegro tempestoso.
Финал В. Г. Каратыгин удачно назвал «циклопической постройкой», сравнив его в этом смысле с первой частью произведения. Как и первую часть, в соответствии с принципами сонатного аллегро, Финал можно разделить на три части.

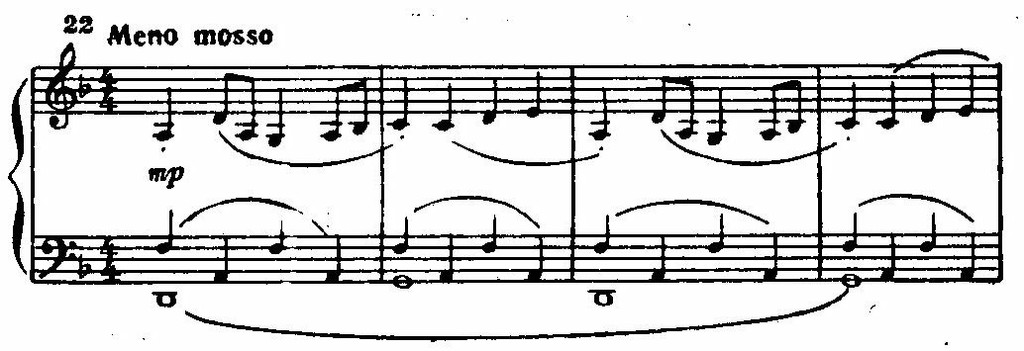
«Колыбельная» побочная партия 4-й части

- Экспозиция.«Колыбельная» побочная партия 4-й частиОна в свою очередь тоже делится на три части: Экспозиция главной партии. Главная партия этой части, классический пример «скифского» Прокофьева, — буйная, напористая и чрезвычайно быстрая, поражает своим диапазоном и резвостью. Её характер подобен необузданной стихии природы, чувств и переживаний человека, находящегося на грани. Сопоставляя главную партию 1-й части и финала с музыкальной точки зрения, можно сказать, что они разительно отличаются не только темпом и характером, но и фактурой. Представленная фактура максимально угловата и квадратна, отсутствует деление на мелодию и аккомпанемент. После проведения главной следует спокойная связующая партия, которая представляет собой длительные аккорды у фортепиано. За ней следует неторопливая побочная партия.
- Разработка.
- Реприза.

## Значение
В концерте, несмотря на всё новаторство композитора, отчётливо ощутимы прочные связи с классическими традициями, а также национально-русский колорит (в темпе Andantino и в колыбельной песне финала). В противовес Первому концерту, где значительное место отведено оркестру, излагающему основной тематический материал, во Втором главная роль всецело принадлежит солирующему инструменту. Концерт этот поражает не только богатством содержания, но и разнообразием технических приёмов, виртуозным блестящим пианизмом с характерными для Прокофьева токкатно-фигурационными видами фактуры. Концерт остаётся одним из сложнейших произведений для фортепиано. Святослав Рихтер, согласно записям Ю. Борисова, включал этот концерт в число «трёх основных китов пианизма» (наряду с 29-й сонатой Бетховена и вариациями Брамса), хотя сам ни разу его публично не исполнял. Наряду с «Весной священной» Игоря Стравинского, написанной в том же году, он является одним из самых новаторских произведений своего времени.
Второй концерт был любимым сочинением Прокофьева, он постоянно исполнял его в собственных концертах (последний раз в 1930 году в США). За границей Второй концерт (в отличие от Третьего) долгое время не исполняли (вероятно, по причине его технической сложности и больших масштабов). Пробуждению интереса к нему на Западе способствовал американо-кубинский пианист Хорхе Болет, впервые (в 1953) записавший его на пластинку (с Оркестром Цинциннати). В Великобритании концерт впервые исполнила К.Гринбаум (Kyla Greenbaum, с Лондонским симфоническим оркестром) в 1955 году. В последние десятилетия XX в. и в начале XXI в. Второй концерт Прокофьева, наконец, стал частью мирового пианистического репертуара. Среди исполнителей Второго концерта В.Ашкенази, Б.Березовский, М.Берофф, Е.Бронфман, О.Гутьеррес, Я.Зак (запись с БСО ВР и К.Зандерлингом), Е.Кисин, В.Крайнев, В.Постникова, П.Рёзель, Д. Мацуев, А.Торадзе, М.Фрейджер, Ш.Черкасский, Л. Дебарг. В 2012 году его исполнил Александр Кутузов на международном юношеском конкурсе им. П.И.Чайковского в швейцарском городе Монтрё. В 2013 году Второй концерт записала на фирме DG китайская пианистка Ван Юйцзя (с венесуэльским Оркестром Симона Боливара под управлением Г.Дудамеля). В 2015 году Второй концерт исполнил (в рамках тематической программы «Все фортепианные концерты Прокофьева» на фестивале Би-Би-Си Промс) Сергей Бабаян (с Лондонским симфоническим оркестром под управлением В.Гергиева).

## Продолжительность
Продолжительность от 29 до 37 минут.
1. Andantino — Allegretto (10-14 минут)
2. Scherzo: Vivace (2-3 минуты)
3. Intermezzo: Allegro moderato (5-9 минут)
4. Allegro tempestoso (10-13 минут)

## Инструменты
Концерт написан для фортепиано, 2 флейт, 2 гобоев, 2 кларнетов, 2 фаготов, 4 валторн, 2 труб, 3 тромбонов, тубы, литавр, большого барабана, малого барабана, бубна, тарелок и струнных.